# Looney Tunes: Acme Arsenal
Looney Tunes: Acme Arsenal es un videojuego de acción y aventuras desarrollado por Redtribe y publicado por Warner Bros. Interactive Entertainment para Wii, Xbox 360 y PlayStation 2. Simultáneamente también se lanzó un juego complementario para Nintendo DS, Looney Tunes: Duck Amuck.

## Trama
El Dr. Frankenbeans inventó una máquina del tiempo y envió a sus matones robot al pasado para eliminar a los ancestros de los personajes de Looney Tunes, lo que borraría de la existencia a Bugs Bunny, al Pato Lucas, a Marvin el Marciano y al resto de la pandilla de Looney Tunes. Afortunadamente, Bugs Bunny se entera del plan y reúne a los otros personajes, quienes deciden viajar en el tiempo para arreglar las cosas.

## Recepción
El juego recibió críticas "generalmente desfavorables", según el agregador de puntuaciones de reseñas de videojuegos Metacritic. GamePro, sin embargo, afirmó que la versión para Xbox 360 "no es tan divertida ni tan ingeniosa como Lego Star Wars, pero es una introducción interesante al mundo de los Looney Tunes y una prueba más de que los personajes han conservado su capacidad de encantar y entretener. Esperamos que este título ayude a que otra generación conozca las maravillas de los mágicos y atemporales dibujos animados de los Looney Tunes".